# Punta lítica

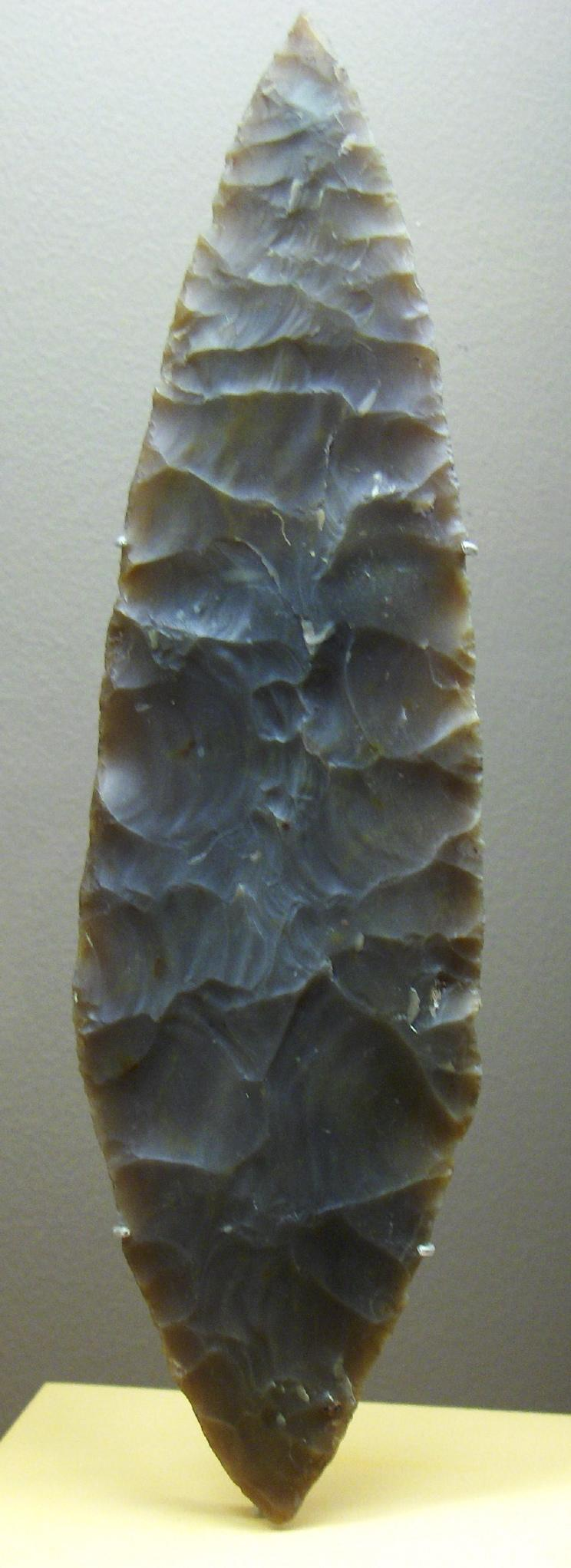
Hoja de Laurel solutrense.

Una punta lítica es un instrumento tallado en piedra (casi siempre sobre lasca u hoja lítica) con forma alargada, con un ápice terminal muy agudo más o menos paralelo a su eje de simetría. La forma de obtener una punta lítica es extremadamente variada, así como su función, aunque esta última es, en casi todos los casos, la de servir como extremidad de una lanza, jabalina, flecha u otra arma de caza o combate (aunque hay varios casos en los que se ha podido determinar que las denominadas puntas eran, realmente, cuchillos). Desde el punto de vista técnico son innumerables las formas de obtener el extremo aguzado, pero las más básicas son:
- Punta obtenida directamente del soporte con la forma triangular ya definida, sin necesidad de retoques; para lo cual se requiere una preparación previa del núcleo que permita predeterminar la morfología del producto gracias a un nervio central que conduce la fractura, por ejemplo, la punta Levallois.
- Punta constituida por la convergencia en ángulo agudo de un borde con retoque abrupto (o borde abatido) con otro borde natural de la lasca o de la hoja soporte. El borde abatido puede ser rectilíneo, como ocurre con las puntas de la Gravette, o curvo, como es el caso de la punta de Chatelperrón. Este tipo de obtener puntas también es habitual en los microlitos, como la australiana punta de Adelaida.
- Punta constituida por la convergencia aguda de dos bordes retocados mono o bifacialmente. Dependiendo de las cualidades del retoque hay infinidad de variantes. Por ejemplo, las puntas musterienses tienen un retoque escamoso, mientras que las puntas Solutrenses tienen un retoque plano y cubriente.

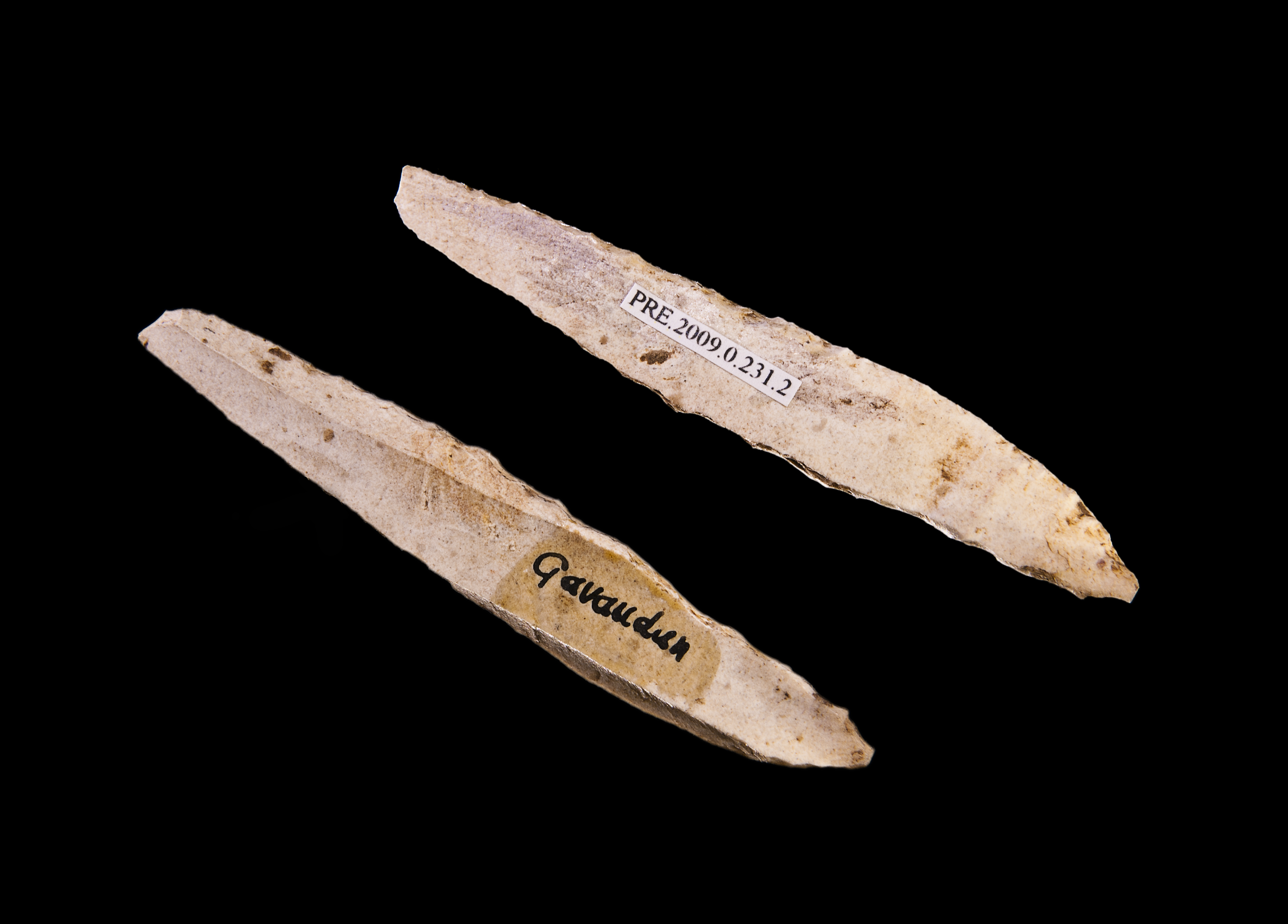
Punta de La Gravette
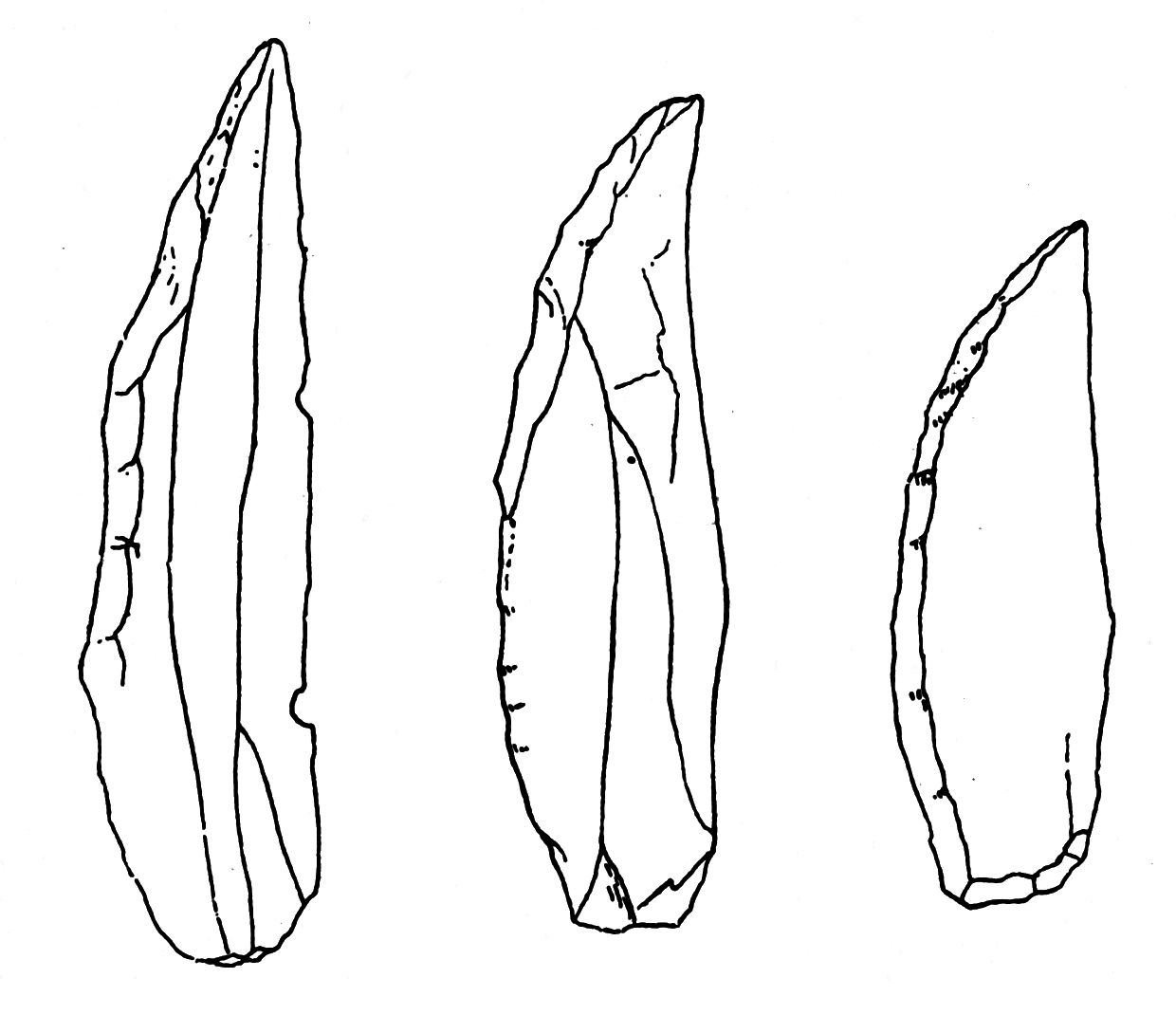
Puntas de Chatelperrón
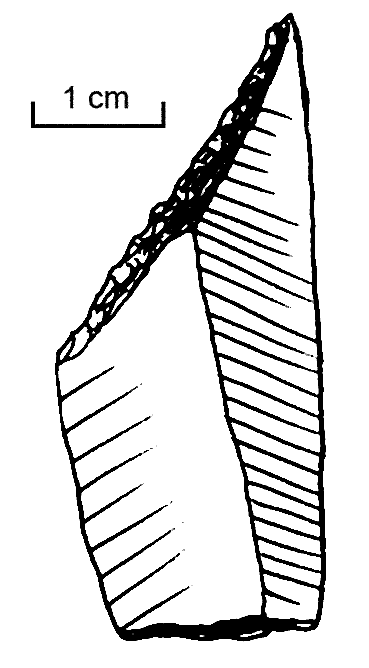
Punta de Adelaida
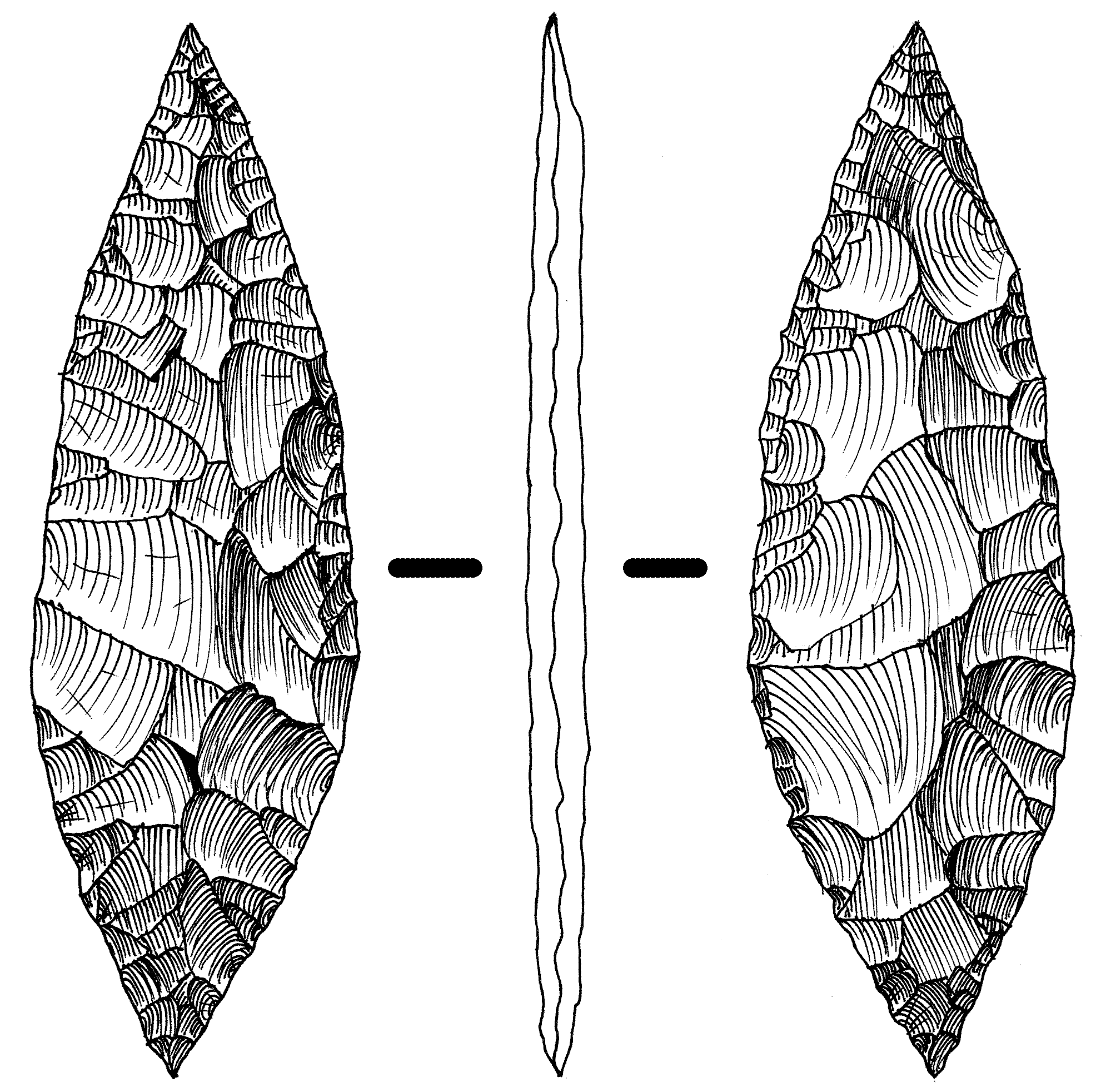
Punta solutrense

En esta gran categoría pueden incluirse muchos tipos de microlitos apuntados, como hace Georges Rozoy y, por supuesto las puntas de lanza y de flecha de todo el globo, siendo algunos de los ejemplos más representativos:
- Puntas triangulares, son las más simples y las más comunes, quizá por la lógica de su morfología. Las primeras son las llamadas puntas musterienses que, a pesar de su nombre, aparecen ya en el Paleolítico Inferior, aunque son más típicas del Paleolítico Medio. Parecida cronología tienen las puntas Levallois, aunque su fabricación es conceptualmente muy diferente. Las puntas triangulares persisten a lo largo de la Prehistoria, encontrando ejemplares de morfología triangular, más alargada (puntas de la Gravette) o más corta (puntas de El-Emireh y Puntas Azilienses, éstas ya epipaleolíticas).

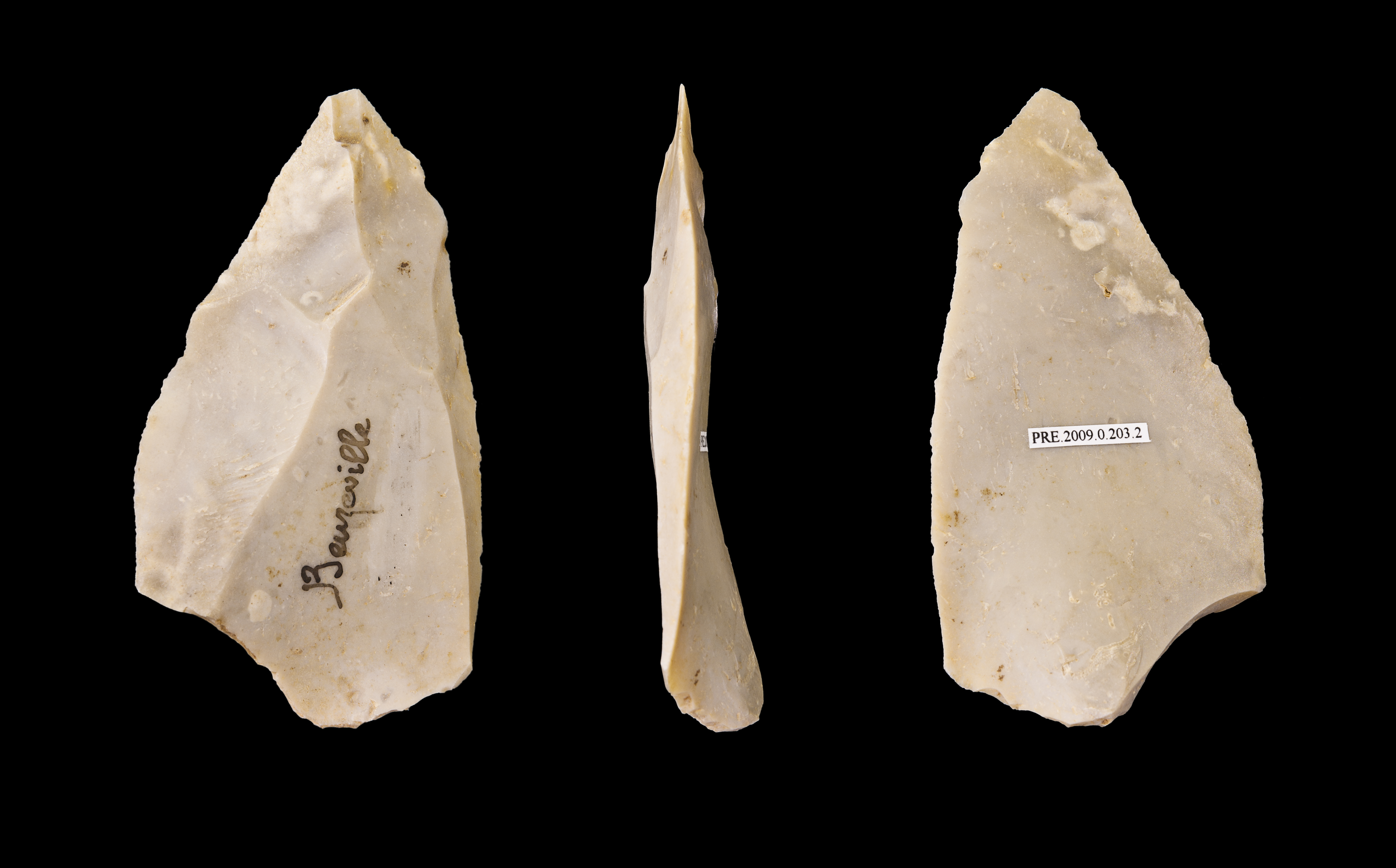
Punta Levallois
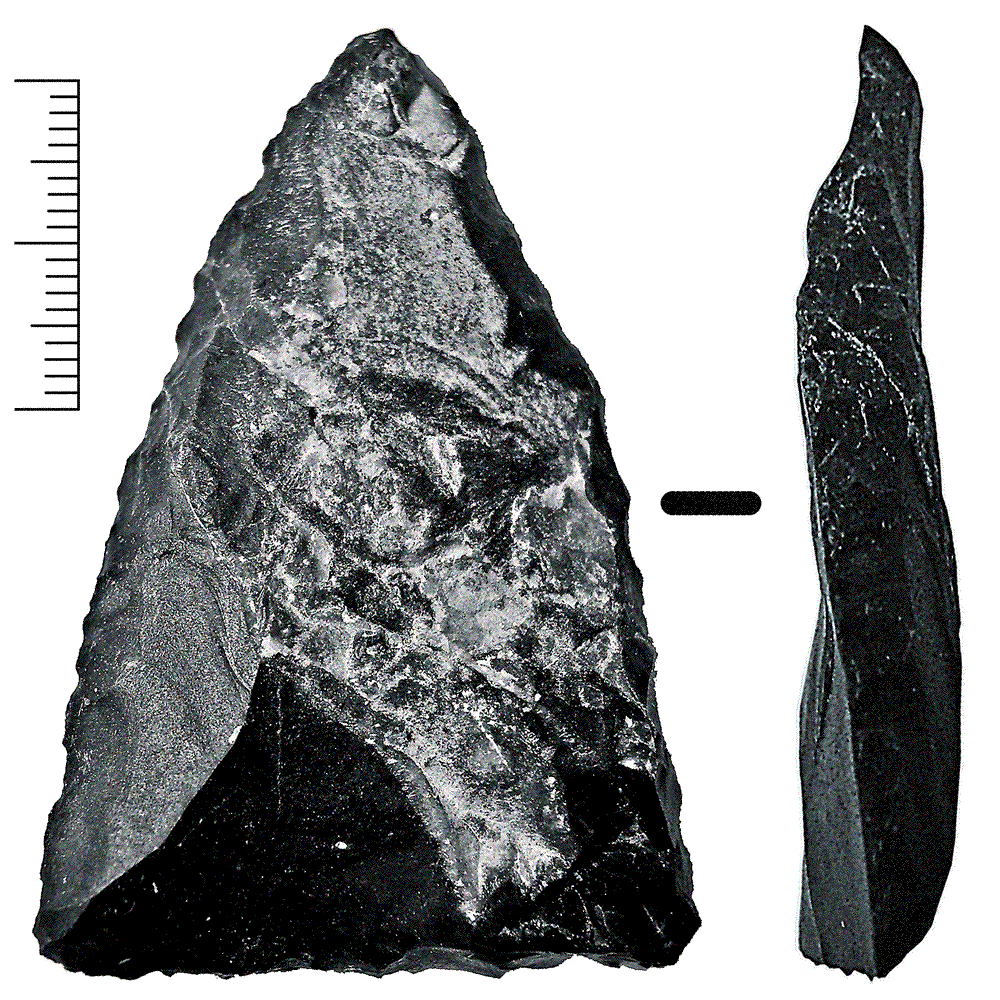
Punta Musteriense
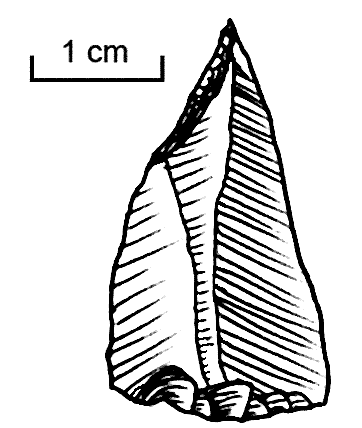
Puntas de El Emireh
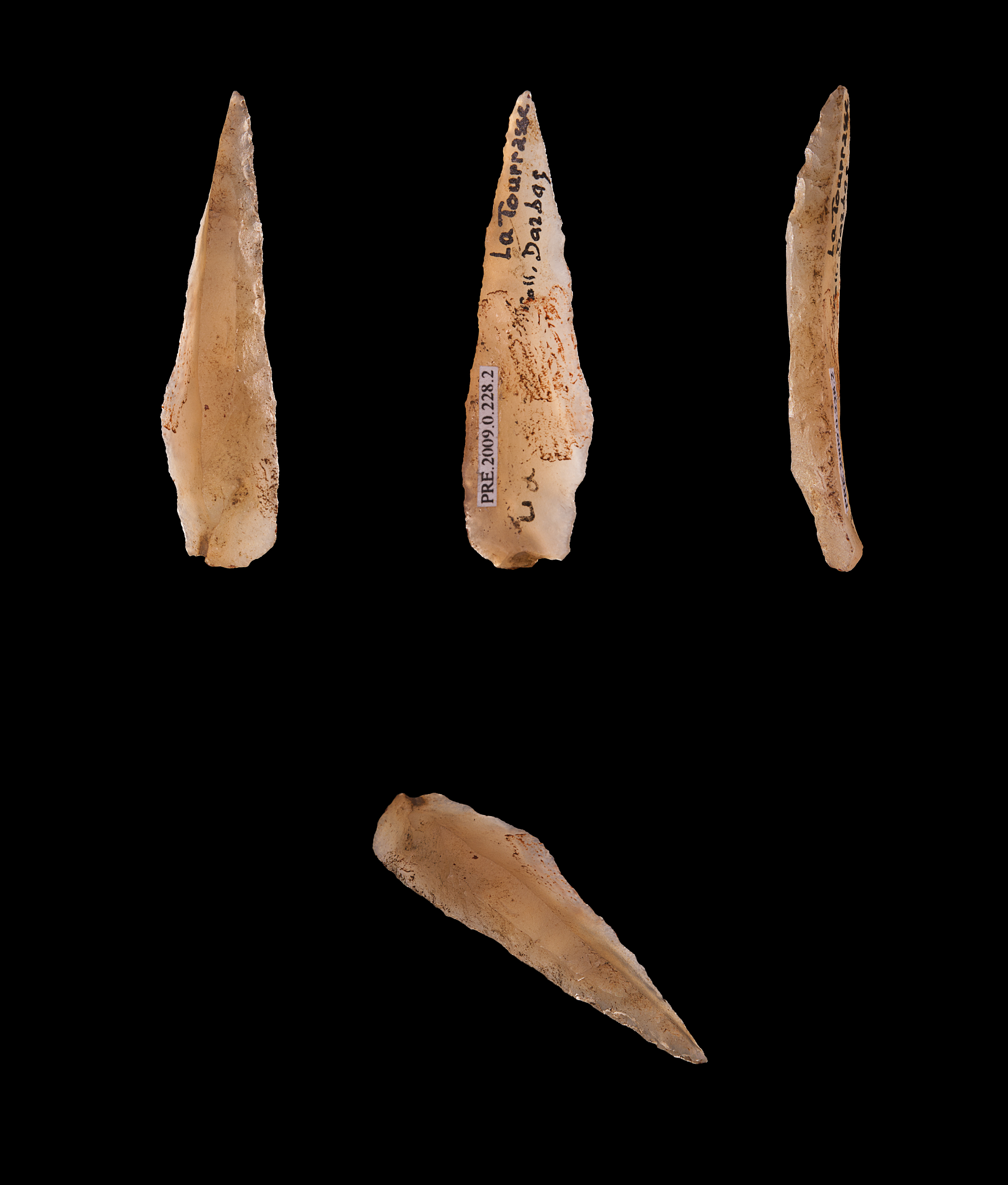
Punta aziliense

- Puntas de muesca lateral, como las del Solutrense mediterráneo, las Puntas Kostienki del Paleolítico superior centroeuropeo o las Puntas de Sandía del Paleoamericano. En el Epipaleolítico europeo hay una punta microlítica de muesca lateral llamada punta Hamburguiense.
- Puntas foliáceas bifaciales, como las hojas de laurel solutrenses, las puntas Szeletienses del Paleolítico medio terminal de Europa central, también en el paleolindio de Norteamérica, la punta de Ágata Basin, etc.

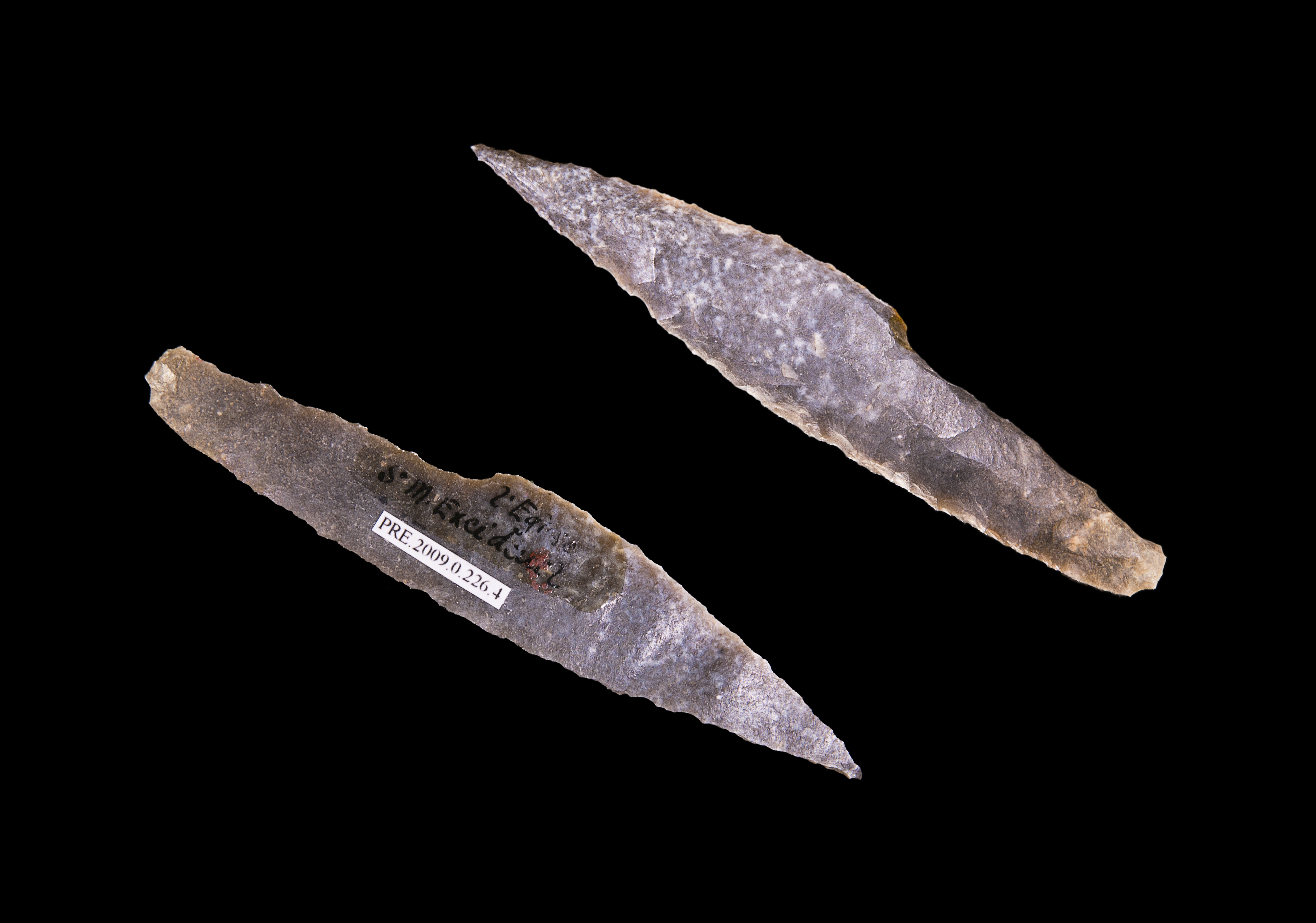
Punta de muesca europea
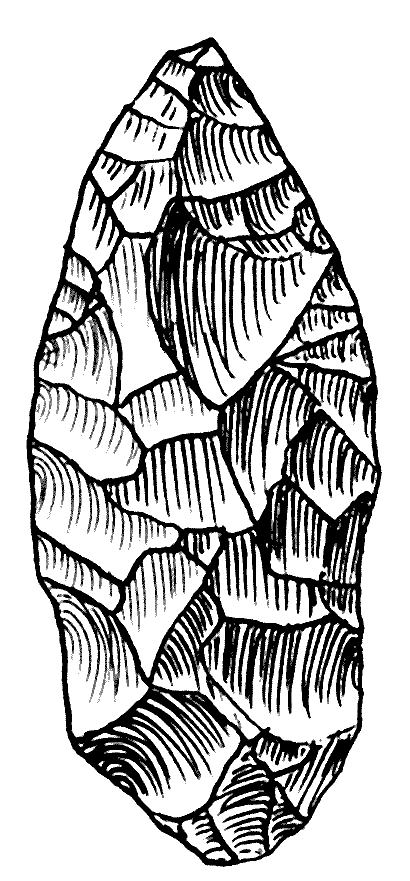
Punta foliácea africana
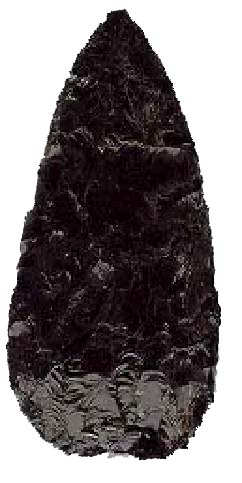
Punta foliacea americana
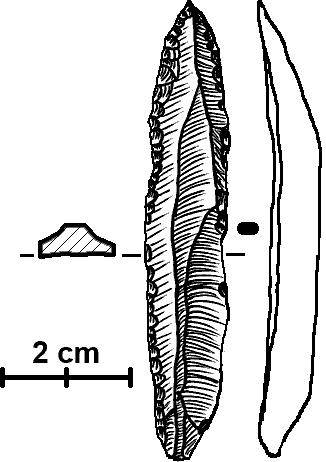
Punta de El Wad, asiática

- Puntas de base cóncava, destacando muchos de los modelos de puntas de proyectil del paleoamericano: punta de Cumberland, Punta de Midland, Punta de Plainview... y, entre todas ellas las puntas de Clovis y Folsom. Por su parte, en Europa, relacionadas con las citadas puntas de Kostienki están las puntas de Markina-Gora. con forma triangular obtenida con retoque cubriente y base cóncava. En el Epipaleolítico del Próximo Oriente señalamos la punta de Bou Saada, y en norte de África la de Aïoun Berriche y, en Europa la punta de Tardenois, entre otras.

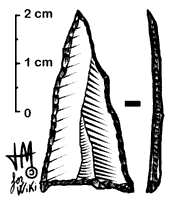
Punta de Tardenois
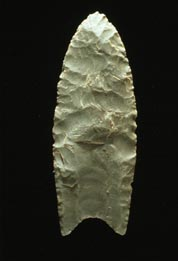
Punta Clovis
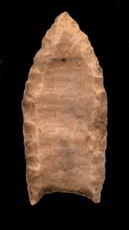
Punta de Folsom
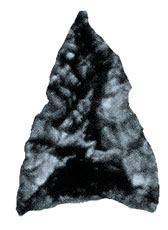
Punta de base cóncava

- Puntas pedunculadas de las que hay decenas de variantes dependiendo del tipo de retoque, la presencia o no de aletas laterales, el tamaño e incluso de la morfología del pedúnculo. Entre otras podemos citar, entre las más antiguas, las puntas Levallois pedunculadas del Ateriense africano. En el Paleolítico Superior, aparecen piezas pedunculadas como la punta de La Font-Robert del Gravetiense, o las puntas pedunculadas bifaciales del Solutrense español o la punta de Teyjat del Magdaleniense y, ya en la transición con el Epipaleolítico, la punta ahrensburguiense. Con la invención del arco y las flechas durante el Mesolítico, aparecen numerosas puntas con algún tipo de lengüeta de enmangado que podría entrar en la consideración de pedúnculo para flechas (la punta de Byblos en el Próximo Oriente, la punta de Ounan en el norte de África, la punta de Corgnac o la de Lingby en Europa...). Dejaremos al margen las puntas de flecha foliáceas, que tienen una tipología propia y que se tratan en el artículo correspondiente.

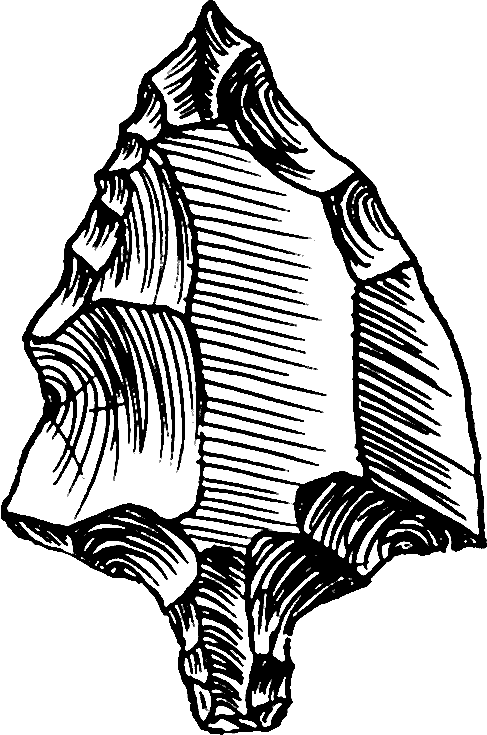
Punta ateriense
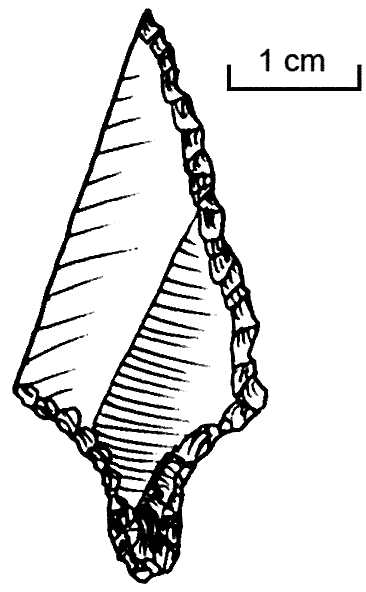
Punta Ahrensburguiense
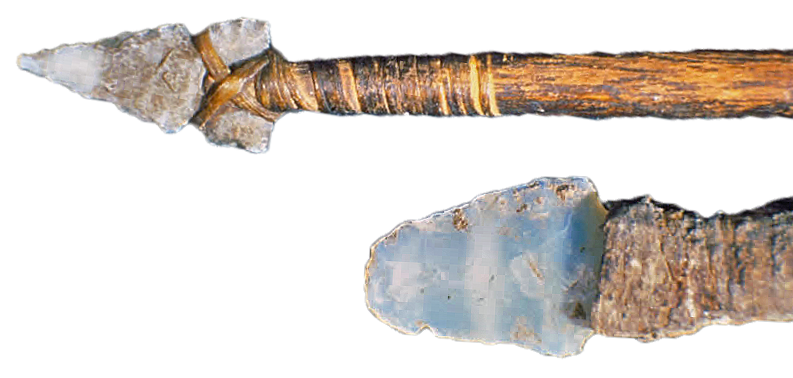
Puntas de Mesa Verde
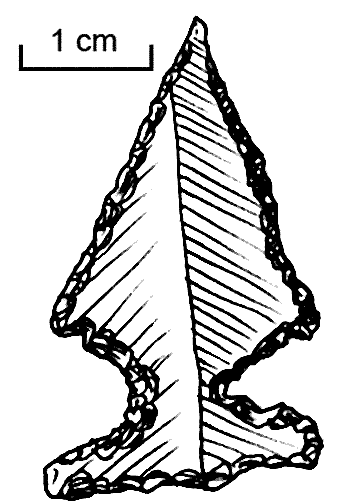
Punta de El Khiam

Un caso especial, son las puntas de proyectil de la etapa Paleoamericana, cuya zona de enmangue no puede ser calificada como un simple pedúnculo, debido a que está formada por una o dos muescas enfrentadas, que no forman una auténtica lengüeta, sino que se parece más a una espátula o a una cola de pescado; de hecho es común denominar algunas de ellas con ese sobrenombre: puntas de cola de pescado americanas (punta de Scottsbluff, punta del Lago Borax, punta de Silver Lake, punta de Edén, punta de Mesa Verde, punta de Cueva Fell...); la mayor parte de ellas pudieron formar parte de armas tanto de proyectil como arrojadizas (es decir, con o sin arco, dependiendo de sus dimensiones). Aunque muy diferente en su fabricación y tamaño, también la de punta de El Khiam, una punta de flecha no bifacial, sino microlítica, del Epipaleolítico del Próximo Oriente, tiene la zona de enmangue formada con dos muescas contrapuestas.
Obviando aquellos objetos líticos denominados puntas que hayan podido ser utilizados como cuchillos, las puntas de proyectil también se fabricaban de asta, marfil o de hueso, en cuyo caso son denominadas azagayas o arpones, aunque debido a que están hechas en materiales perecederos son menos abundantes en los yacimientos (esto no implica que su uso fuese menos frecuente). En cualquier caso, tanto si se trata de armas arrojadizas como si se trata de proyectiles, los arqueólogos intentan conocer el medio de propulsión, distinguiendo tres modos básicos: lanzamiento directo con el brazo (que es el que se da hasta el Paleolítico superior), lanzamiento por medio de un propulsor, un instrumento prehistórico que servía para impulsar azagayas y que fue inventado independientemente en el Viejo Mundo y en América, donde suele emplearse la denominación de los antiguos mexicas, en lengua náhuatl, es decir, átlatl. Por último, están las puntas de flecha, evidentemente impulsadas por un arco, igualmente inventado en numerosos lugares del mundo de forma independiente (incluyendo América).